# ماثيو ديكر
ماثيو ديكر هو اقتصادي وشخصية أعمال وسياسي هولندي، ولد في 1679 في أمستردام في هولندا، وتوفي في 18 مارس 1749 في لندن في المملكة المتحدة. انتخب عضو مجلس الشعب في برلمان بريطانيا العظمى.